# Marina Livițchi
Marina Livițchi, cunoscută și ca Maricica Livițchi (n. 7 aprilie 1956, Cahul, RSS Moldovenească, URSS), este o juristă și politiciană din Republica Moldova, doctor habilitat în științe juridice. A fost deputată în Parlamentul Republicii Moldova în Legislatura 1994–1998. A candidat la funcția de președinte al Republicii Moldova la alegerile din 1996.

## Biografie
Marina Levițchi s-a născut în orașul Cahul, RSSM. A absolvit Universitatea de Stat în 1981. În 1994 devine Doctor Habilitat în științe juridice.
În 1989 preia președinția Asociației Republicane a Invalizilor din Moldova. Este membră din 1991 a Asociației Mondiale a Voluntarilor. Este președintă a Fondului pentru Ocrotirea Copiilor Invalizi și Orfani din Republica Moldova.

## Activitatea politică
În 1994 devine deputată în Parlamentul Republicii Moldova pe listele Partidului Democrat Agrar. A activat în calitate de vicepreședintă a Comisiei pentru Protecție Socială, Ocrotirea Sănătății și Ecologie a Parlamentului. În 1996 participă în calitate de candidat independent la alegerile prezidențiale, clasându-se cu 2,13% pe poziția a 6-a după numărul de voturi exprimate. Nu a trecut în al doilea tur de scrutin.

## Cărți publicate
- Eugenia Fonari și Maricica Livițchi - Cultura morală și caritatea, 1991, Chișinău, ed. Concordia, ISBN  5-86968-014-H[4]

## Distincții
- Medalia Meritul Civic (1993)[1]
- Medalia Fondului Internațional de Caritate - Одолевшая Судьбу (1993)[1]